# Пастор, Иштван
Иштван Пастор (венг. Pásztor István, [ˈiʃtvaːn ˈpaːstor]; серб. Ištvan Pastor / Иштван Пастор; 20 августа 1956, Нови-Кнежевац, Воеводина — 30 октября 2023, Нови-Сад) — сербский политический и государственный деятель венгерского происхождения. Окончил юридический факультет Нови-Садского университета.
С 2012 года Иштван Пастор являлся председателем Альянса воеводинских венгров, а также председателем Скупщины Автономного края Воеводина.
Во время существования Венгерской коалиции, куда помимо Альянса воеводинских венгров входили ещё две политические партии сербских венгров, являлся её лидером.
Иштван Пастор являлся кандидатом от Венгерской коалиции на президентских выборах 2008 года, на которых набрал лишь 2,26 % голосов в первом туре, из-за чего не смог пройти во второй тур голосования. Во втором туре поддержал другого кандидата — Бориса Тадича, который прошёл во второй тур.
В 2008—2012 годах являлся заместителем председателя правительства Воеводины по экономическим вопросам. В 2000—2008 годах — Секретарь приватизации, предпринимательской деятельности, малых и средних предприятий.
Скончался 30 октября 2023.